# アジアシダミジンコ
アジアシダミジンコ Sida ortivaは、大型のミジンコ（甲殻類）の一種である。

## 形態
体長0.8～2.5 mmで、雌は約2 mm。体は卵形で、ヘルメットのような頭部をもつ。 第2触角は太くて長い。後頭部に水草などの基質に接着するための吸着器を持つ。吸着器は第2触角に隠れて見えにくい。吻は比較的短く、腹面を向く。複眼は大きく、頭部の腹側縁に位置し、単眼は小さい。後方の殻縁には無数の小刺が並ぶ。後腹部は台形で比較的短く、腹縁はまっすぐである。肛門前縁は長くまっすぐで、肛門が遠位端に開孔する。側面に沿って12-14個の肛刺 (anal teeth)の列が並び、肛刺の近くに微刺列が並ぶ。後腹部の尾爪は普通折れ曲がっており、基刺 (basal spine)は3-4本である。 基部の刺は次の刺より多少小さい。後腹部の剛毛は長く、体長の4割程度で、強い突起上に位置する。 第1触角は長く、遠位に感覚毛 (aesthetasc) とそれより長い感覚剛毛 (sensory setae)を有する。第2触角は長く、基部の節は長く遠位に数本の刺がある。触角式 (antennal formula)は setae 0 − 4 - 7 / 0 − 1 − 4である。シダ Sida crystallinaと同じような6本の胸部付属肢を持つ。 

## 分布と生態
シベリア、ロシアの極東地域から日本や韓国などの東アジアで見られる。湖沼の水草帯に生息する。頭部背面の固着器官（吸着器）で水草に付着する。

## 分類
かつてはシダ Sida crystallina (O. F. Müller, 1776)の亜種 Sida crystallina ortiva Korovchinsky, 1979として命名されたが、現在は種に格上げされSida ortiva Korovchinsky, 1979とされる。日本産のシダは Sida crystallina であるとされてきたが、実際は本種 Sida ortiva であるとされる。なお韓国では Sida crystallina と Sida ortiva の両方がみられる。
本種 Sida ortiva のタイプ産地は松花江の合流地点付近のアムール川である。